# Połom Wyżna
Połom Wyżna – część wsi Rytro w Polsce, położony w województwie małopolskim, w powiecie nowosądeckim, w gminie Rytro.
W latach 1975–1998 przysiółek administracyjnie należał do województwa nowosądeckiego.